# Cantó de Niederbronn-les-Bains
El cantó de Niederbronn-les-Bains (alsacià  Kanton Níderbrunn) és una antiga divisió administrativa francesa que estava situada al departament del Baix Rin i a la regió del Gran Est.
Al 2015 va desaparèixer i el seu territori va passar a formar part del cantó de Reichshoffen.

## Composició
El cantó de Niederbronn-les-Bains aplega 19 comunes :
| Nom alsacià   | Nom francès           | Nom alemany      |
| Angwíller     | Engwiller             | Engweiler        |
| Bítschoffe    | Bitschhoffen          | Bitschhoffen     |
| Dàmbàch       | Dambach               | Dambach          |
| Gumbertshoffe | Gumbrechtshoffen      | Gumbrechtshoffen |
| Gunderschoffe | Gundershoffen         | Gundershoffen    |
| Kíndwíller    | Kindwiller            | Kindweiler       |
| Merzwiller    | Mertzwiller           | Merzweiler       |
| Mietsem       | Mietesheim            | Mietesheim       |
| Níderbrunn    | Niederbronn-les-Bains | Niederbronn      |
| Owerbrunn     | Oberbronn             | Oberbronn        |
| Offwíller     | Offwiller             | Offweiler        |
| Örwíller      | Uhrwiller             | Uhrweiler        |
| Ötehoffe      | Uttenhoffen           | Uttenhoffen      |
| Risshoffe     | Reichshoffen          | Reichshoffen     |
| Ruubach       | Rothbach              | Rothbach         |
| Ìwerach       | Uberach               | Überach          |
| d Wàlik       | La Walck              | Walck            |
| Wíndstain     | Windstein             | Windstein        |
| Zínswíller    | Zinswiller            | Zinsweiler       |

## Història
| Data d'elecció | Identitat        | Partit       | Qualitat                         |
| -------------- | ---------------- | ------------ | -------------------------------- |
| 1979-1998      | Alfred Pfalzgraf | RPR          | alcalde de Niederbronn-les-Bains |
| 1998-2002      | Frédéric Reiss   | UDF-CDS      | ídem                             |
| 2002-          | Rémi Bertrand    | UMP i aliats | alcalde d'Uberach                |